# Elasa
No confondre amb la batalla d'Elasa
Elasa (grec: Ελάσα) és una illa que es troba al nord-est de Creta al mar Egeu, uns 3.5 milles nàutiques (6.5 quilometres; 4.0 milles) del bosc de palmeres de Vai. És rocallosa i deshabitada amb una superfície de 1.9 quilometres quadrats (0.7 milles quadrades). El seu punt més alt és 79 metres (259 peus) sobre e nivell mitjà del mar. Administrativament pertany al municipi d'Itanos a Lasithi.

## Àrea protegida mediambientalment
Elasa és veïna de les illes Dionisíades i forma part d'una zona de protecció mediambiental amb moltes plantes i animals rars com el foca monjo del Mediterrani.